# Mozilla Messaging
Mozilla Messaging Incorporated (MoMo) — корпорация, принадлежащая Mozilla Foundation, и занимающаяся разработкой почтовой программы Thunderbird, начиная с версии 3.

## История
Разработка Mozilla Thunderbird шла медленно из‑за нехватки трудовых ресурсов Mozilla Corporation на разработку одновременно с веб‐браузером Mozilla Firefox.
В сентябре 2007 года были объявлены планы выделения разработки Thunderbird в отдельную организацию, условно называвшуюся тогда «MailCo». В конце концов было решено сделать эту организацию подразделением Mozilla Foundation, и 19 февраля 2008 года была основана Mozilla Messaging, 100 % акций которой принадлежит MoFo.
В 2011 году было объявлено, что Mozilla Messaging будет объединена с Mozilla Labs.